# SWF1
SWF1 war der Name des ersten Hörfunkprogramms des Südwestfunks (Claim bis zur Fusion: „Mitten im Leben“, zuvor „Eine Welle weiter“ und andere). Diese Landesrundfunkanstalt existierte von 1949 bis 1998, dann fusionierte sie mit dem Süddeutschen Rundfunk zum Südwestrundfunk. Der Südwestfunk hatte seinen Sitz in Baden-Baden und sendete für Rheinland-Pfalz und das südliche Baden-Württemberg.
Mehrmals am Tag strahlte SWF1 getrennte Programme für die beiden Bundesländer aus. Während aus Mainz das Programm für Rheinland-Pfalz kam, wechselten sich die Tübinger und die Freiburger Studios mit dem Programm für das südliche Baden-Württemberg ab.

## Geschichte
Bis 1951 hatte der Südwestfunk nur ein Hörfunkprogramm. SWF1 veränderte im Laufe seiner Existenz immer wieder sein „Gesicht“. In den Fünfzigern orientierte sich SWF1 mit Sendungen wie „Tribüne der Zeit“ an aktuellem Geschehen, „Allein gegen alle – von und mit Hans Rosenthal“ an der Unterhaltung und musikalisch in thematisch geordneten Genres – es gab noch einen Sendeschluss um 24 Uhr, nach der Deutschen Nationalhymne war Sendepause bis 5 Uhr in der Früh. In den Sechzigern wurde aus SWF1 ein 24-Stundenprogramm. Sendungen wie „Frohes Wochenende“ und „Heute Mittag“ kamen dazu. Mitte der Sechziger holte der damalige Intendant Helmut Hammerschmidt junge Journalisten nach Baden-Baden, die fast gleichzeitig mit dem WDR ein neues Radioformat kreierten: Das politische Magazin („Heute Mittag“). Mitte bis fast Ende der Sechziger gab es noch Sendungen wie den „Rotkreuz-Suchdienst“ (durch Kriegswirren Vermisste wurden gesucht). In den siebziger Jahren wurde die Musik internationaler – musikalischer Hauptbestandteil war Schlager und volkstümliche Musik. Auch Rolf-Hans Müller mit dem SWF-Tanzorchester lieferte seine Musikfarbe. Unterhaltungsformate wie „Ton ab … – läuft“ und „Bleiben Sie am Apparat“ wurden eingeführt, besonders für den Samstag-Nachmittag und -Abend. Die Stunde ab 16:05 Uhr war einige Jahre lang an Werktagen dem Kabarett und der Satire vorbehalten.
In den Achtzigern wurde die Sendung „Gute Laune aus Südwest“ eingeführt (8–12 Uhr), am Nachmittag gab es (14–17 Uhr) den „Radiotreff“, ab 16 Uhr regional getrennt. Besonders beliebt war das Wunschkonzert am Mittwochabend, „Vom Telefon zum Mikrofon“, zu den Moderatoren siehe unten. Eine mehr gehobene und festliche Musiknote brachte die Sonntagssendung „Von zehn bis zwölf“, lange mit dem Untertitel „Musik in Stereophonie“, für die das Rundfunkorchester viele Beiträge lieferte.
Vor Einführung von S4 Baden-Württemberg war das Programm generationsübergreifend ausgerichtet, mit hohem Wortanteil und vielen Spartensendungen. In den letzten Jahren vor der Fusion war SWF1 ein musikreiches Formatradio, das nach Vorstellungen der Programmmacher jene Hörer bedienen sollte, die für SWF3 zu alt und für S4 Baden-Württemberg / SWF4 Rheinland-Pfalz zu jung waren. Am 3. September 1988 ging Radio Breisgau auf Sendung, ein Sub-Regionalprogramm für den Großraum Freiburg, zunächst auf den Wellen von SWF1. Ab 1991 wurde das Programm als Regionalfenster von S4 Baden-Württemberg ausgestrahlt, seit 1998 von SWR4 Baden-Württemberg.

## Programmausrichtung
SWF1 war ein vielfältiges Programm für Hörer, die stets auf dem Laufenden sein wollten. Es war strukturiert in große Programmflächen und bot den ganzen Tag über Informationen aus Politik, Wirtschaft, Kultur, aus Sport und Gesellschaft. Bei besonders bedeutsamen Ereignissen unterbrachen aktuelle Sondersendungen den vorgesehenen Programmablauf. Von 6:30 Uhr bis 17:30 Uhr, immer um halb, schalteten sich die Landesstudios in Mainz, Freiburg und Tübingen zu ihren Nachrichtensendungen Rheinland-Pfalz aktuell und Baden-Württemberg aktuell auf und melden sich mit Berichten, Informationen und Stimmen aus dem Land, den Regionen und den Städten zu Wort.
Die SWF1-Magazine Morgenradio (6:05 Uhr bis 8:00 Uhr), Gute Laune aus Südwest (8:05 Uhr bis 11:40 Uhr) und Ton ab… (14:05 Uhr bis 17:00 Uhr) präsentierten ein Programm mit Live-Reportagen, Korrespondentenberichten, Kommentaren, Studiogästen, Expertenmeinungen, Alltagshilfen, Haushaltstipps, Rätseln, Glossen und Humor. Das aktuelle Magazin Heute Mittag lief zunächst ab 13:05 Uhr, später wurde es um eine Stunde nach vorne verlegt. Zudem berichtete SWF1 von regionalen und internationalen Sportereignissen: dienstags bis freitags in der Sendung Acht Plus, samstags im SWF1-Sportreport und am Sonntagnachmittag in Sport aktuell.
Außerdem informierte SWF1 ab Ende 1991 halbstündlich über die Verkehrslage auf den Straßen des Sendegebietes. SWF1 wurde über UKW und Mittelwelle (1017 kHz, 666 kHz und 828 kHz) ausgestrahlt. In digitaler Qualität war SWF1 zudem über das Astra-Digital-Radio zu empfangen.

## Das letzte Programmschema (1995 bis 30. August 1998)

### Montag bis Freitag
| 0:05  | ARD-Nachtexpress                                              | ARD-Nachtexpress                                              |
| 4:05  | ARD-Radiowecker                                               | ARD-Radiowecker                                               |
| 5:05  | Morgenmusik                                                   | Morgenmusik                                                   |
| 5:55  | Aktuelle Botschaft                                            | Aktuelle Botschaft                                            |
| 6:05  | Morgenradio                                                   | Morgenradio                                                   |
| 6:30  | Aktuelle Berichte, 7:30 Aktuelle Berichte, 7:45 Tagesgespräch | Aktuelle Berichte, 7:30 Aktuelle Berichte, 7:45 Tagesgespräch |
| 9:05  | Ton ab                                                        | Ton ab                                                        |
| 12:05 | Heute Mittag                                                  | Heute Mittag                                                  |
| 13:05 | Ton ab                                                        | Ton ab                                                        |
| 17:05 | Heute um fünf                                                 | Heute um fünf                                                 |
| 18:07 | Vom Telefon zum Mikrofon mit dem SWF1-Roulette. Siehe unten   | Vom Telefon zum Mikrofon mit dem SWF1-Roulette. Siehe unten   |
| 19:30 | Radiothema                                                    | Radiothema                                                    |
| 20:05 | Acht plus                                                     | Acht plus                                                     |
| 22:00 | Heute Abend                                                   | Heute Abend                                                   |
| 22:15 | Nachtradio                                                    | Nachtradio                                                    |

Vom Telefon zum Mikrofon: Moderatoren der Sendung, die anfangs am Mittwoch ab 20:05 im Programm war, waren unter anderem Heinz Siebeneicher (1971–1981), Karl Heinz Wegener (* 1925 und † 2. Februar 2010), Rolf Dienewald, Sigi Harreis, Dieter Thomas Heck (1982–1989), Arnim Töpel oder Bernd Clüver.

### Samstag
| 0:05  | ARD-Nachtexpress                                              | ARD-Nachtexpress                                              |
| 4:05  | ARD-Radiowecker                                               | ARD-Radiowecker                                               |
| 5:05  | Morgenmusik                                                   | Morgenmusik                                                   |
| 5:55  | Aktuelle Botschaft                                            | Aktuelle Botschaft                                            |
| 6:05  | Morgenradio                                                   | Morgenradio                                                   |
| 6:30  | Aktuelle Berichte, 7:30 Aktuelle Berichte, 7:45 Tagesgespräch | Aktuelle Berichte, 7:30 Aktuelle Berichte, 7:45 Tagesgespräch |
| 9:05  | Ton ab                                                        | Ton ab                                                        |
| 11:05 | Arbeitsplatz                                                  | Arbeitsplatz                                                  |
| 12:05 | Heute Mittag                                                  | Heute Mittag                                                  |
| 13:05 | Ton ab                                                        | Ton ab                                                        |
| 15:05 | Sportreport                                                   | Sportreport                                                   |
| 18:00 | Heute um Sechs mit Sport                                      | Heute um Sechs mit Sport                                      |
| 18:12 | Vom Telefon zum Mikrofon mit dem SWF1-Roulette                | Vom Telefon zum Mikrofon mit dem SWF1-Roulette                |
| 20:05 | Kellerparty mit Ferdi Keller                                  | Kellerparty mit Ferdi Keller                                  |

### Sonntag
| 0:05  | ARD-Nachtexpress                | ARD-Nachtexpress                |
| 4:05  | ARD-Radiowecker                 | ARD-Radiowecker                 |
| 6:05  | Morgenmusik                     | Morgenmusik                     |
| 8:05  | Sonntagmorgen                   | Sonntagmorgen                   |
| 8:10  | Kirchliche Feier                | Kirchliche Feier                |
| 9:10  | Bibel im Gespräch               | Bibel im Gespräch               |
| 9:30  | Aus der christlichen Welt       | Aus der christlichen Welt       |
| 10:05 | Von zehn bis zwölf              | Von zehn bis zwölf              |
| 12:05 | Mittags bei uns                 | Mittags bei uns                 |
| 13:05 | Menschen und Themen der Zeit    | Menschen und Themen der Zeit    |
| 14:05 | Ton ab – Am besten nichts Neues | Ton ab – Am besten nichts Neues |
| 18:00 | Heute um Sechs mit Sport        | Heute um Sechs mit Sport        |
| 18:12 | Vom Telefon zum Mikrofon        | Vom Telefon zum Mikrofon        |
| 20:05 | Popsoft                         | Popsoft                         |
| 21:03 | Sonntagskrimi                   | Sonntagskrimi                   |
| 22:00 | Heute Abend                     | Heute Abend                     |
| 22:15 | Nachtradio                      | Nachtradio                      |